# Mauriac, Cantal
Mauriac là một xã trong tỉnh Cantal, thuộc vùng hành chính Auvergne-Rhône-Alpes của nước Pháp, có dân số là 4.019 người (thời điểm 1999).

## Xem thêm

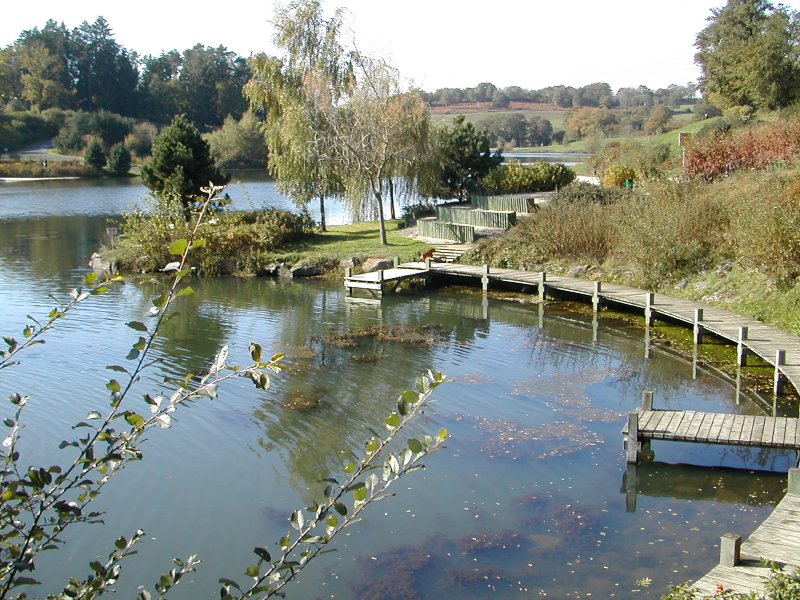
Le lac du Val St Jean

## Nhân khẩu học
| 1962  | 1968  | 1975  | 1982  | 1990  | 1999  |
| ----- | ----- | ----- | ----- | ----- | ----- |
| 3.636 | 3.803 | 4.093 | 4.333 | 4.224 | 4.019 |

#### Liens internes
- Xã của tỉnh Cantal
- Petites cités de caractère
- Gentiane express